# Lorenzo van der Hamen
Lorenzo van der Hamen y León (Madrid, 10 de agosto de 1589-Granada, 16 de noviembre de 1664) fue un sacerdote católico, escritor y humanista español del Siglo de Oro.

## Biografía

### Familia
Nació del matrimonio formado por Juan van der Hamen, flamenco noble nacido en Bruselas y llegado a España antes de 1586 como miembro de la Guardia de los Archeros Reales, y por Dorotea Whitman Gómez de León, hija de un arquero real flamenco y de una hidalga nacida en Toledo.

### Formación
Al igual que sus hermanos Pedro, perteneciente como su padre a los Arqueros del rey, y Juan van der Hamen, pintor destacado del barroco español, Lorenzo recibió una educación desarrollada en ambientes cultos de la Corte, donde residía. Posteriormente cursó estudios, en la Universidad de Alcalá, donde fue alumno de Luis Montesinos; y quizá en la Universidad de Valladolid.
Conoció y trató con varios personajes de las artes y de las letras, como Vicente Carducho, Lope de Vega, que le dedicó un soneto, o Francisco de Quevedo que también le dedicó alguna de sus obras.

### Presbítero en Granada
Fue ordenado sacerdote el 21 de julio de 1625, desempeñando varios cargos en la Congregación de san Pedro. 
Protegido por Pedro González de Mendoza, llegó con éste a Granada, donde ocupó diversos cargos eclesiásticos y beneficios en Pinos Puente, Motril, Almuñécar, Colomera, Mecina Bombarón, la capellanía de la iglesia parroquial de Santiago en la capital y la secretaría o la capellanía de su protector, desarrollando al mismo tiempo una importante actividad como consejero artístico e incluso pintando algún cuadro para el oratorio del arzobispo. 
Mantuvo contactos con lo más granado de la cultura granadina de la época, como Ambrosio de Vico, Blas de Ledesma, Pedro de Raxis o Miguel Cano. También pudo conocer y tratar al hijo de este último, Alonso Cano y a Juan Sánchez Cotán. 

### Regreso a Madrid
En el invierno de 1618-1619, poco después de la caída del duque de Lerma y coincidiendo con el nombramiento de Pedro González de Mendoza como arzobispo de Zaragoza, Lorenzo se trasladó a Madrid, aunque manteniendo en Granada, entre otros cargos, el beneficio de Mecina Bombarón. 
Durante la etapa de estancia en Madrid, de más de doce años de duración, ejercitó una actividad intelectual dilatada, escribiendo varias obras y fungiendo diversos cargos eclesiásticos, entre otros el de capellán mayor de la Congregación de san Pedro en 1630 o el de cronista general de la Orden Tercera, para el que fue nombrado en 1633. Igualmente colaboró con Francisco de Quevedo, con el que le unía una buena amistad, y defendió la obra de este Política de Dios,Gobierno de Christo, Tyrania de Satanas, en la que Lorenzo había colaborado y para la que escribió una «carta preliminar». Ante las críticas de eminentes teólogos a esta obra, Lorenzo llegó a redactar una defensa de ella titulada Apología a la Política de Dios de don Francisco de Quevedo, según citas de Juan Pérez de Montalbán y Álvarez y Baena. La colaboración entre ambos autores llegó a ser tan estrecha que la obra Casa de locos de amor pudo ser escrita por Lorenzo, en lugar de por Quevedo, considerado normalmente autor del apócrifo. 

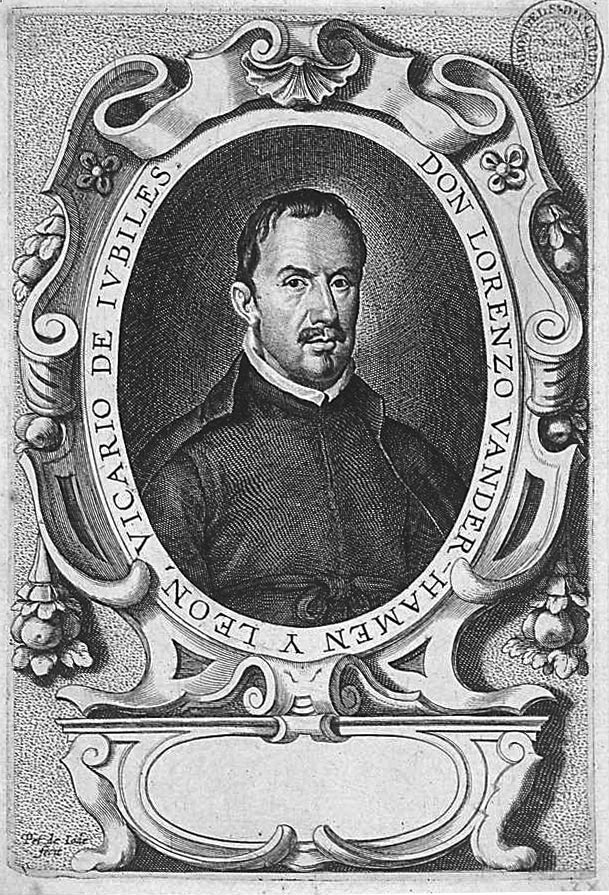
Retrato de Lorenzo van der Hamen grabado por Pieter de Jode, el Joven hacia 1630, perteneciente a la Colección Carderera de la Biblioteca Nacional, donde aparece intitulado como vicario de Juviles.

### Vicario de Juviles
Desde 1635 hasta 1650 ejerció in situ las obligaciones del beneficio de Mecina Bombarón que había adquirido en 1619.  Esta parroquia tuvo agregada la vicaría de Juviles con dependencia directa del arzobispo durante un corto periodo de tiempo. Lorenzo utilizó el cargo de vicario de Juviles para intitularse en sus obras hasta bien avanzada la década de 1630.
La estancia en Mecina Bombarón fue una especie de destierro provocado, al parecer, por las rivalidades e intrigas cortesanas suscitadas por el ascenso al poder del conde-duque de Olivares y la caída de los duques de Sessa y de Alba, posibles protectores de Lorenzo. Estas tensiones podrían haber provocado igualmente el final de la amistad que mantuvo con Quevedo hasta 1629 aproximadamente. El distanciamiento entre ambos escritores pudo estar relacionado con la publicación anónima El Chitón de las Tarabillas, una supuesta defensa de la política del conde-duque de Olivares redactada de forma satírica, atribuida a Quevedo por su inconfundible estilo y de cuyas intenciones dudaba hasta el propio conde-duque, que finalmente sería prohibida por la Inquisición y requisados los ejemplares que circulaban.
Los quince años que Lorenzo van der Hamen ejerció como párroco de Mecina Bombarón y vicario de Juviles, supusieron un suplicio que él mismo describiría en la dedicatoria de su obra Modo de llorar los pecados, publicada en 1649, con la frase «solo el infierno pudiera serme vivienda más insufrible». Al parecer,  las relaciones con sus feligreses no fueron muy cordiales. En un informe cursado a finales de 1647 constan declaraciones de testigos calificando a Lorenzo como «hombre de muy áspera condición y que se muestra muy riguroso con sus feligreses» y que en la predicación provocaba más escándalo que doctrina enseñaba, así como otras acusaciones que reflejaban el descontento de la feligresía con su párroco. Pese a ello, en 1649 le fue concedido el curato de Mecina Bombarón, cargo añadido a los de beneficiado de la misma parroquia y vicario de Juviles que ya ostentaba, lo que incrementaría su nivel de rentas de forma considerable.

### Capellán real
Tal vez por influencia de sus amigos Agustín de Hierro o Antonio Alosa, un año más tarde, en 1650, fue nombrado capellán real de la Capilla Real de Granada, cargo del que tomó posesión en abril del mismo año y que desempeñó más de catorce años en adelante hasta su fallecimiento. Mientras permaneció de capellán real fue elegido para diversos cometidos, como maestro de ceremonias, archivero o secretario, además de encargarle la redacción de cartas para el Capítulo y otras tareas. Igualmente continuó su labor de escritor, publicando alrededor de quince obras, aproximadamente una por año, hasta el mismo año de su muerte.

### Final
Falleció en Granada el 16 de noviembre de 1664 a la edad de 75 años, sin que se hayan encontrado registros parroquiales de su defunción y entierro. Tampoco han trascendido detalles de la enfermedad causante del óbito.

## Obra
Lista de obras publicadas:
- La descripción de «San Lorenzo el Real de la Victoria», manuscrito, ca. 1620, publicado en
- Don Filipo el Prudente, segundo deste nombre. Madrid, 1625.
- «A Don Francisco de Quevedo, y Villegas». Carta preliminar impresa en Politica de Dios. Gobierno de Christo, Tyrania de Satanas. Zaragoza. 1626.
- Historia de D. Juan de Austria. Madrid, 1627.
- Modo de llorar los pecados. Granada, 1649.
- Al hijo segundo de Maria Santissima, al solo en svs regalos y favores, a San Ivan Evangelista, Elogio Panegyrico. Granada, 1652.
- Piadoso culto y publica solemnidad, que la insigne, y venerable Congregacion del Espiritu Santo, sita en el Colegio de la Compañia de Iesus de Granada. dedicó a la Reyna de los Angeles... Granada, 1653.
- Si es mejor decir las misas en vida o despues de la muerte. Granada,1655.
- Via sacra. Su origen, forma y disposicion, y lo que se debe meditar en ella. Granada, 1656.
- «Elogio a la Ciudad de Anduxar y su Historia»: En Antonio Terrones de Robres: Vida Mantyrio, Translacion, y Milagros de san Euphrasio Obispo, y Patron de Andujar. Granada, 1657.
- Mística explicación de la Misa, segun el orden de toda la vida de Christo Sr. N. Granada, 1657.
- Limosna, excelencias, calidades, prerrogativas, y frutos suyos. Granada, 1658.
- Efectos Admirables de el agua Bendita... Granada, 1658.
- Excomunion, censura sagrada de la Iglesia, lo que se debe temer... Granada, 1659.
- Devoción necessaria, y christiana disposición para el articulo forzoso de la muerte. Granada, 1659.
- Frutos maravillosos que el soberano y admirable sacrificio de la missa causa y obra en nosotros... Granada, 1660.
- Comun provecho de vivos y difuntos, confirmarlo con varios ejemplos antiguos, y de los nuestros. Granada, 1662.
- Excelencias del nombre de Jesus. Granada, 1663.
- Excelencias del nombre de Maria. Granada, 1663.
- Consuelos del pecador. Granada, 1664.

Lista de obras inéditas:
- Apologia a la politica ale Dios (¿finales de 1626?).
- El perfecto secretario. Trescientos elogios de los Secretarios ilustres que ha tenido el mundo (antes de 1620).
- Sitio y toma de Breda.
- San Lorenzo el Real de la Victoria. Historia general de su tiempo.
- Vida del Rey D. Felipe III.
- Historia tópica de la restauración de la bahia de Santa Cruz.
- La esfera del mundo.
- La perfecta religiosa.
- Seis tratados breves acerca del rezo y de la misa.
- Monarquía y cifra universal del orbe.
- Día del perfecto cristiano.
- Vestigatio veritatis: Ilustrationes ad. Sac. Concil. Trident.
- Paraphrasis in Orationem Molinianam.
- Expostulatio adversus Antidoctores Eclesiásticos.
- Apologia contra Pseudo-Patres Eclesiásticos.
- Cornrnentarius in Epist. Pauli ad Titum.
- Opusculum de Caeremoniis ac Ritibus Ven. Congr. Sacerdotum Matritensium.
- In Christi Chronicon compendium.
- Lira funebris Eclesiae concentu, et tubae ultimi judicii clangor, sacra et varia erudiciones consonus, sive sonorus, hoc est, Hyponnema in Sequemtiam, seu prosam Defuntorum Dies irae, Dies ila, etc.